# Gnophaela continua
Gnophaela continua är en fjärilsart som beskrevs av Edwards 1881. Gnophaela continua ingår i släktet Gnophaela och familjen björnspinnare. Inga underarter finns listade i Catalogue of Life.